# Kun Imre
Kun Imre (1896-ig Kohn Imre) (Baja, 1892. június 27. – Budapest, 1977. október 3.) hangversenyrendező, újságíró, zenekritikus. 

## Élete
Pedagóguscsalád második gyermeke. Édesapja a kecskemétről elszármazott Kun (Kohn) Lajos, édesanyja Deutsch Ilona (1863–1944). Legkisebb öccse és anyjuk Auschwitzban halt mártírhalált. Ő és családja svéd Schutzpass-szal élte túl a holokausztot.
Szülővárosá izraelita népiskolájában, majd 1902 és 1910 között a helyi ciszterci gimnáziumban tanult. Baján kezdett zongorázni és tanult zeneelméletet. A budapesti Kereskedelmi Akadémián végzett és jogot hallgatott. Ezután több évig újságíróként dolgozott, többek között A Hét című folyóirat kritikusa volt. 1918-ban a Központi Takarékpénztár tisztviselője lett. 1919-ben a Scala hangversenyrendező cég titkárként alkalmazta. 1920-ban a Musica Zongorakereskedelmi részvénytársaságnál hangversenyosztályt szervezett. 1921-ben megalapította a Koncert Hangversenyirodát, amelynek – a háború alatti rövid megszakítást kivéve – 1949-ig ügyvezető igazgatója volt. 1928-ban részt vett a Hangversenyrendezők Nemzetközi Szövetségének alapításában, melynek 1930–1933-ig igazgatósági tagja volt. 1956 és 1971 között a Magyar Rádióban működött műsorcsere rovatvezetőként. 1956-ban megalapította és haláláig igazgatta a budapesti Nemzetközi Zenei Versenyek Irodáját. Visszaemlékezéseiben Budapest hangversenyéletét elevenítette meg 1920 és 1950 között.

## Magánélete
Házastársa Hoffer Klára (1907–1966) volt, Hoffer Béla és Szántó Izabella lánya, akit 1930. március 20-án Budapesten vett nőül.

## Művei
- Művészeti szótár (Budapest, 1920)
- Harminc év művészek között… (Budapest, 1960)

## Díjai, elismerései
- Munka Érdemrend arany fokozata (1967)